# Wasserstraßen- und Schifffahrtsamt Dresden

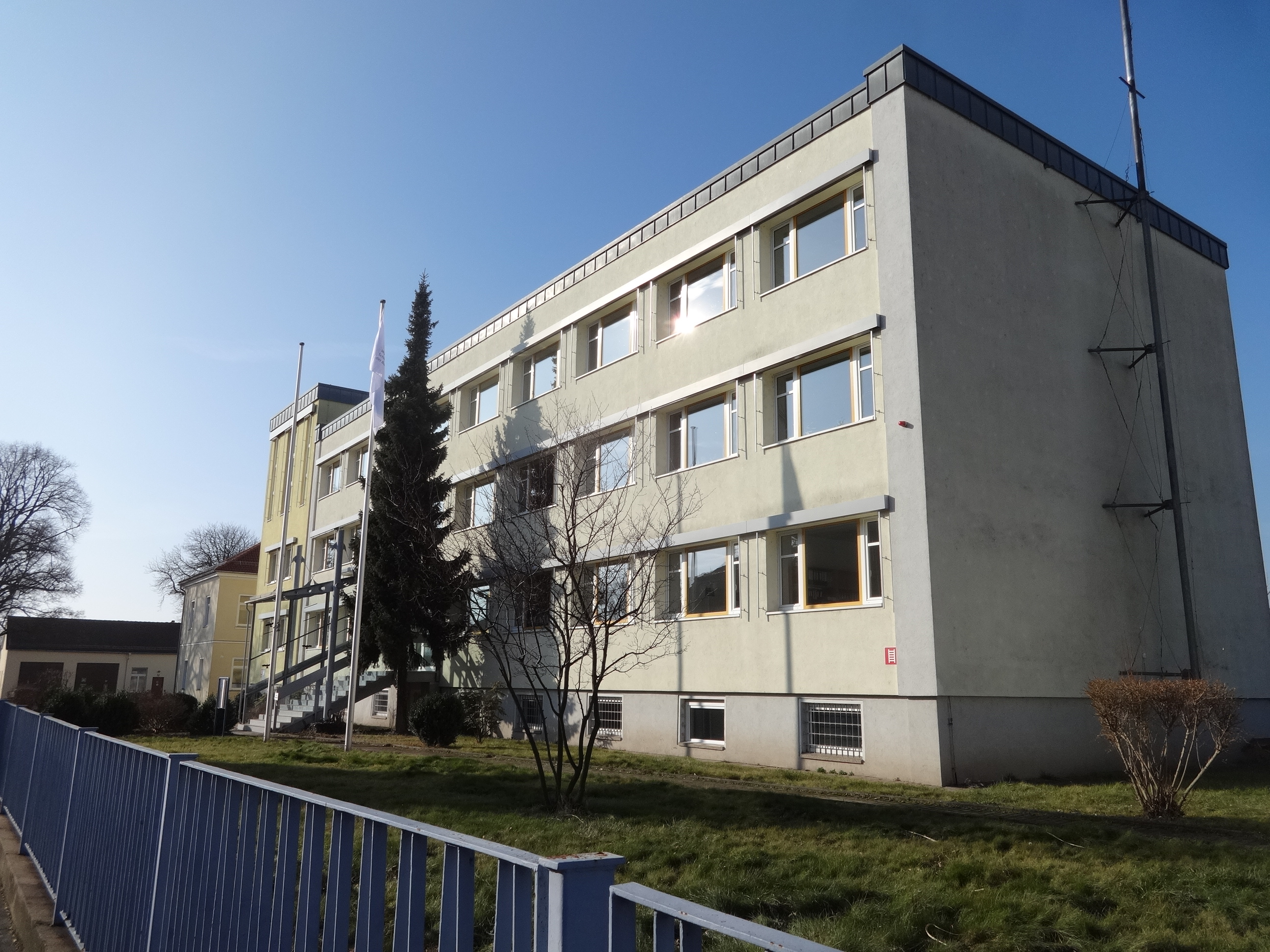
Wasser- und Schifffahrtsamt Dresden

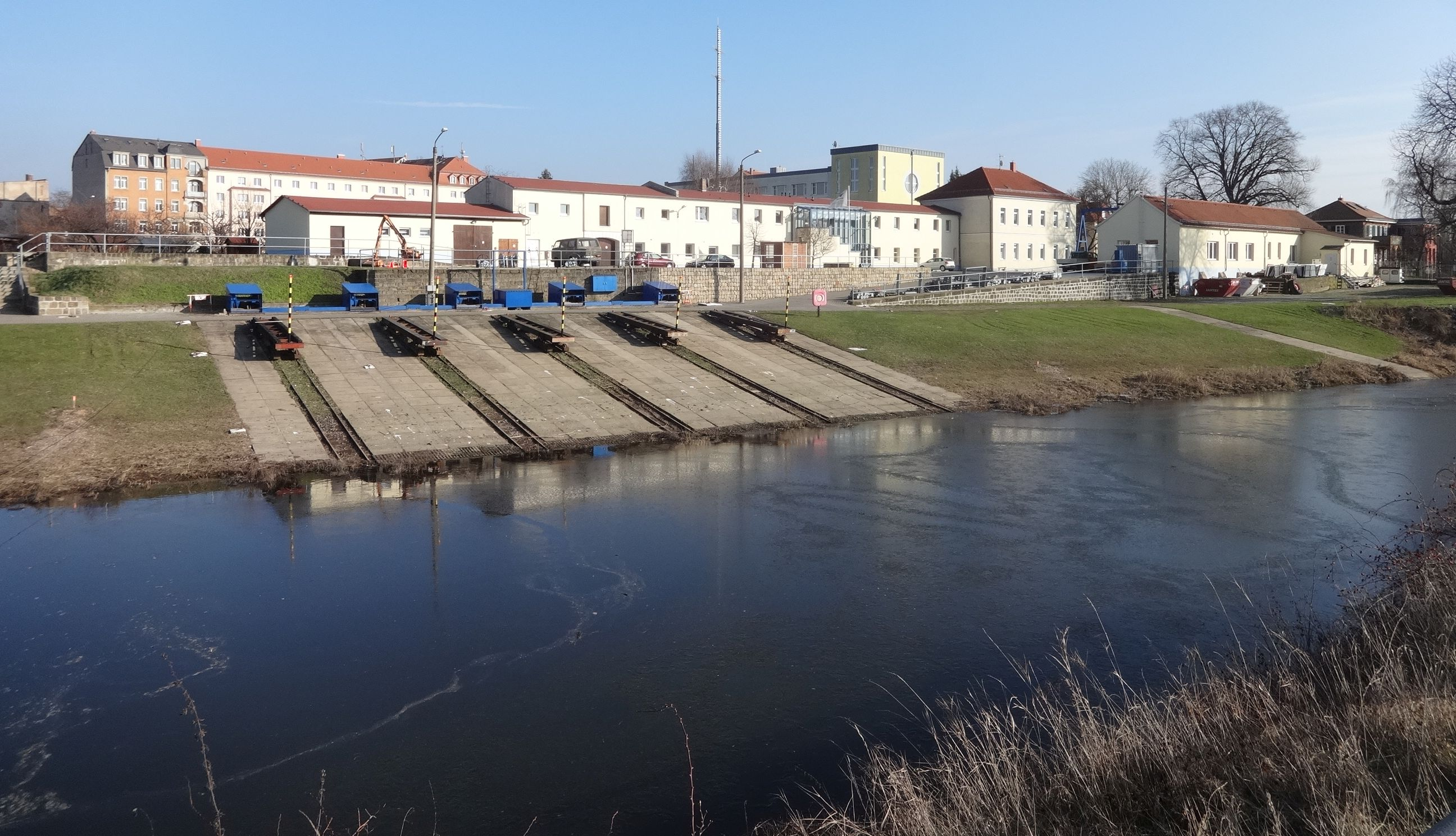
WSA Dresden und Pieschener Hafen

Das Wasserstraßen- und Schifffahrtsamt Dresden (WSA Dresden) war ein Wasserstraßen- und Schifffahrtsamt in Deutschland. Es gehörte zum Dienstbereich der Generaldirektion Wasserstraßen und Schifffahrt, vormals Wasser- und Schifffahrtsdirektion Ost.
Durch die Zusammenlegung der Wasserstraßen- und Schifffahrtsämter Magdeburg, Lauenburg und Dresden ging es am 11. März 2021 im neuen Wasserstraßen- und Schifffahrtsamt Elbe auf.

## Zuständigkeitsbereich
Das Wasserstraßen- und Schifffahrtsamt Dresden war zuständig für die Bundeswasserstraße Elbe von der deutsch-tschechischen Grenze bis zur Mündung der Saale in die Elbe (Grenze zum Amtsbereich des ehemaligen Wasserstraßen- und Schifffahrtsamtes Magdeburg). Der Amtssitz lag im Dresdner Stadtteil Leipziger Vorstadt auf dem Gelände des früheren Neudorfer Werders.

## Aufgabenbereich
Zu den Aufgaben des Wasserstraßen- und Schifffahrtsamtes Dresden gehörten:
- Unterhaltung der Bundeswasserstraßen im Amtsbereich
- Betrieb und Unterhaltung baulicher Anlagen wie z. B. Wehre, Schleusen und Brücken
- Aus- und Neubau
- Unterhaltung und Betrieb der Schifffahrtszeichen
- Messung von Wasserständen
- Übernahme strom- und schifffahrtspolizeilicher Aufgaben.

## Außenbezirke
Zum Wasserstraßen- und Schifffahrtsamt Dresden gehörten die Außenbezirke in Dresden, Mühlberg, Torgau und Wittenberg.
- Der Außenbezirk Dresden war zuständig von Elbe-km 0,0 an der deutsch-tschechischen Grenze bis zum Elbe-km 70,2 etwas unterhalb von Dresden.
- Der Außenbezirk Mühlberg war zuständig von Elbe-km 70,2 bis zum Elbe-km 141,0.
- Der Außenbezirk Torgau war zuständig von Elbe-km 141,0 bis zum Elbe-km 210,0.
- Der Außenbezirk Wittenberg war zuständig von Elbe-km 210,0 bis zum Elbe-km 290,0 (Mündung der Saale in die Elbe).

## Kleinfahrzeugkennzeichen
Den Kleinfahrzeugen im Bereich des Wasserstraßen- und Schifffahrtsamtes Dresden wurden Kleinfahrzeugkennzeichen mit der Kennung DD zugewiesen.